# József Bozsik

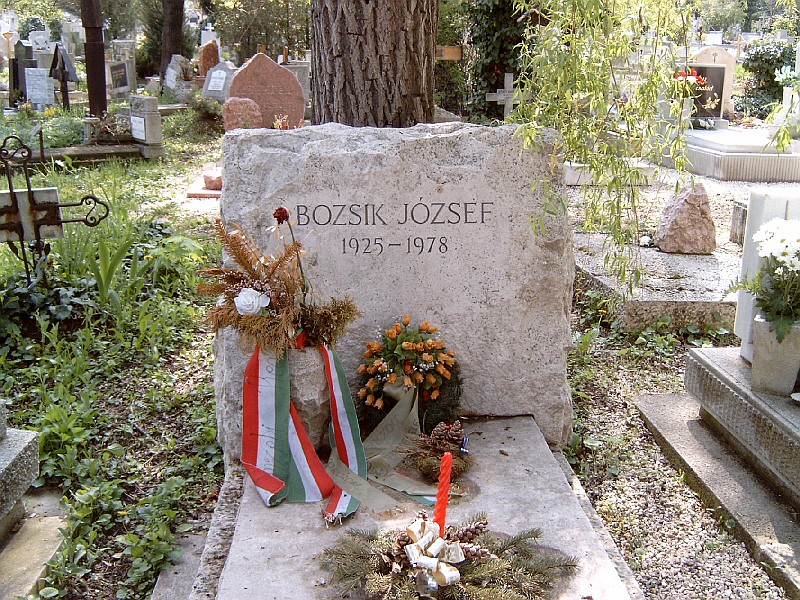
Náhrobek Józsefa Bozsika

József Bozsik (28. listopad 1925, Budapešť – 31. květen 1978, Budapešť) byl maďarský fotbalista a později trenér. Hrával na pozici záložníka. Měl přezdívku Cucu.
S maďarskou fotbalovou reprezentací vybojoval stříbrnou medaili na mistrovství světa roku 1954., na tomto turnaji byl též zařazen do all-stars týmu. Získal rovněž zlatou medaili na fotbalovém turnaji letních olympijských her v Helsinkách roku 1952. Hrál též na světovém šampionátu roku 1958.. Maďarsko reprezentoval ve 101 zápasech, což je maďarský rekord. Nastřílel 11 reprezentačních branek.
Celou svou fotbalovou kariéru (1943–1962) strávil v jediném klubu: Honvédu Budapešť (jež původně nesl název Kispesti AC). Na jeho počest byl stadion Honvédu v roce 1986 přejmenován na stadion Józsefa Bozsika.
V anketě Zlatý míč, která hledala nejlepšího fotbalistu Evropy, skončil v roce 1956 šestý.